# Brocken (Südgeorgien)
Der Brocken ist ein 610 m hoher Berg auf der Insel Südgeorgien im Südatlantik. Er ragt südwestlich des Calf Head auf der Nordseite der Insel auf. 
Die Gruppe der deutschen Teilnehmer des Ersten Internationalen Polarjahres (1882–1883) benannte den Brocken nach dem gleichnamigen Berg in Deutschland.